# 桜井まり
桜井 まり（さくらい まり、1985年5月9日 - ）は、日本の元グラビアアイドル、元ヌードモデル、元女優、元タレント。千葉県出身。かつての所属事務所はエヌアンドエスプロモーション。愛称は「まりっぺ」、「まりりん」。

## 人物・略歴
- 2006年に日刊現代の月間No.1に選ばれ桜井真理にてデビュー、さらに桜井まりに改名した。
- 趣味はカフェ巡り、映画鑑賞、アクション。
- 2008年、5月発売の写真集「Chrysalis」でヘアヌードを披露した。
- 2008年、11月公開の映画『十年愛』(原作：倉科遼)で映画初主演を務める。

## 出演

### 映画
- 小さな恋のものがたり（2008年4月、Surfrider、監督：萩原将司）
- Attitude（2008年7月、ATTITUDE製作委員会、監督：DYNAMITE TOMMY）
- 新宿インシデント　ジャッキーチェン主演
- 十年愛（2008年11月、テンダープロ、原作：倉科遼、監督：植田中）- 主演・根本麻里 役
- 銀座愛物語-クラブアンダルシア (2009年1月、原作：倉科遼)
- コスプレ探偵 (2009年7月) - 荒川来未 役
- ほっぷ すてっぷ じゃんぷッ!（2009年11月、TMC、監督：中野貴雄）- 湯ノ浜唯 役
- 妖美伝奇 新説 牡丹灯籠 壱 この世の果て（2009年11月、竹書房、監督：清水匡）- 主演・相楽琴 役[1]
- 妖美伝奇新説 牡丹灯籠 弐 ～さよなら～（2009年11月、竹書房、監督：清水匡）- 主演・相楽琴 役
- 巨乳ドラゴン 温泉ゾンビVSストリッパー5（2010年5月、TMC、監督：中野貴雄）- 黒伊マリア 役
- 名前のない女たち (2010年9月、監督佐藤寿保)

### 舞台
- K.B.S.Project 第一回舞台公演!! 『WATER GIRLS』（2007年7月、作・演出：山口喬司）
- 朝倉薫演劇団 創立十五周年記念公演第三弾 『男たちの日記』（2007年9月）
- 朝倉薫演劇団 創立十五周年記念公演第四弾 『クリスマス☆ファンタジー』（2007年11月）
- K.B.S.Project LOA 「アワセルカガミ。」（2008年7月、脚本：相沢まくら、演出：山口喬司）
- 少女人形舞台 月光の不安 (2010年8月、作・演出：朝倉薫) - 倉橋百合 役

### テレビドラマ
- 音女（2008年9月、テレビ朝日）
- 内藤大助物語〜いじめられっこのチャンピオンベルト (2008年7月、TBS)
- 傍聴マニア #2 (2009年10月、日本テレビ)
- 素直になれなくて #1 (2010年4月、フジテレビ)

### テレビ番組
- 細木数子のこれがホントの話よ!春の六星占術祭り（2007年4月16日、テレビ朝日）
- エンタの味方! (2008年2月14日・3月20日、TBS)
- 志村けんのだいじょうぶだぁII (2008年3月19日、フジテレビ)
- 『ぷっ』すま ビビり王! (2008年12月23日、テレビ朝日)
- ちかっぱ (2008年12月27日、テレビ西日本)
- 恋するビリボー&コスプレ大作戦!（2009年11月 - 、MONDO21）
- お願い!ランキング (2010年1月27日、テレビ朝日)

## リリース作品

### オリジナルビデオドラマ
- ハイパーセクシーヒロイン スピリチュアルバトラー イブサス（2008年9月12日、ZENピクチャーズ）- 主演・麻生水青(マオ) 役
- エキサイティングヒロイン バトラジェンヌ　マトラ 危機一髪Ver（2008年11月14日、ZENピクチャーズ）- 主演・マトラ 役
- アキバトル グラドルバトル クイーン オブ ザ コスモス（2008年12月26日、ZENピクチャーズ）- 主演・志獅野礼央奈 役
- デスクロニクルズ Vol.1（2009年10月9日、ZENピクチャーズ）- 夕貴(ドラゴンフォース・ブルー) 役
- デスクロニクルズ Vol.2（2009年11月27日、ZENピクチャーズ）- 夕貴(ドラゴンフォース・ブルー) 役
- 妖美伝奇 新説 牡丹灯籠 弐　さよなら（2010年2月5日、竹書房）- 主演・相楽琴 役
- 愛の都市伝説
- エロ怖い怪談 第四之怪 呪幻
- フューチャーファイターズ（2010年3月12日、ZENピクチャーズ）- 主演・白春 役

### イメージビデオ
- コンパクトグラマー（2008年2月20日、ビーエムドットスリー）

### アダルトイメージビデオ
- まりを見て!（2008年8月22日、竹書房）
- 裸神（2009年2月25日、エアーコントロール）
- 桜花（2009年5月22日、彩文館出版）

### 写真集
- Chrysalis（2008年5月27日、双葉社）
- 桜花（2009年4月25日、彩文館出版）
- 紀信写真草子　最後の帰省　（2010年1月7日、講談社）

### WEB
- ゲッチャTV（2007年12月7日、CDNetworks）
- 宇宙一せまい授業!（2008年2月10日、あっ!とおどろく放送局）
- どきどき!?にゅ〜すキャスター #12・13（2008年、MONDO21）
- アイパイ★ちゃんねる生放送!!アイドル宴会!?＠よかろう門（2009年3月26日、ニコニコ動画 アイパイ★ちゃんねる）
- ASIAN美少女WEB アイドルパーティー（SOUND PLANET）
- HD(高精細)digi+KISHIN（シノヤマネット）
- ハイレグドン（2010年2月 - 5月、Movie Gate）ネットドラマ- 主演・マミ役

### 携帯サイト
- アイドルがイッパイ
- 月刊モバイルアクトレス
- マガジングラビアネット
- モバイルヤングチャンピオン
- エキサイキング
- 宮澤正明写真館